# Lijst van personages uit Grand Theft Auto: Vice City
Dit is een lijst van personages uit het computerspel Grand Theft Auto: Vice City. De personages komen voor tijdens de missies van het spel dat zich in 1986 afspeelt in de fictieve stad Vice City. De personages worden in een bepaalde missie geïntroduceerd en verder in de verhaallijn vaak weer omgebracht.

## Hoofdpersonages

### Tommy Vercetti
Geïntroduceerd in: De introductiefilm
Tommy Vercetti is de hoofdpersoon van GTA: Vice City (VC). Tommy heeft de bijnaam 'The Harwood Butcher', omdat hij in 1971 daar veel mensen heeft omgebracht en 15 jaar de gevangenis in moest. In 1986 kwam hij weer vrij en moest van zijn voormalige baas Sonny Forelli naar de stad Vice City om een deal te doen. Die wordt echter in de war geschopt en hij weet met zijn partner Ken Rosenburg te ontsnappen. Ondertussen wil hij erachter komen wie de deal heeft verpest en komt hij veel mensen tegen die hem helpen.

### Lance Vance
Geïntroduceerd in: De introductiefilm

Omgebracht in: Keep Your Friends Close
Lance is de broer van ex-militair Victor Vance die in het begin van het spel is omgebracht. Hij doet verschillende missies met Tommy.
Op het einde groeien de twee wat uit elkaar en uiteindelijk probeert Lance, Tommy om te brengen. Dit mislukt en hij wordt zelf vermoord in Keep Your Friends Close. Hierna komt Sonny Forelli en probeert Tommy te vermoorden. Hier laat Tommy zien dat hij de naam Harwood Butcher niet voor niets kreeg en vermoordt Sonny.
Lance Vance speelt ook nog een grote rol in Grand Theft Auto Vice City Stories (VCS). Hij is de broer van Victor die daar de hoofdpersoon is. VCS speelt zich 2 jaar voor VC af.
Lance laat ook in VCS al zien dat hij een beetje gek is en het wordt ook duidelijk dat hij drank- en drugsproblemen heeft.
Zijn acties maken het Victor vaak erg moeilijk.

### Sonny Forelli
Geïntroduceerd in: De introductiefilm

Omgebracht in: Keep Your Friends Close
Sonny Forelli is de voormalige baas van Tommy Vercetti en is de baas van de machtige Forelli Family in Liberty City en stuurt Tommy naar Vice City om een deal te doen, maar die mislukt en hij geeft Tommy de schuld van alles en Tommy moet alles weer bij elkaar zoeken en terugbetalen. Dit lukt echter niet en probeert de andere partner Lance Vance naar zijn kant te trekken en dat lukt. Hij gaat met een klein legertje naar Vice City om Tommy geld te stelen. Dit lukt niet en moet dat met de dood bekopen.
Sonny Forelli's stem wordt ingesproken door Tom Sizemore. Hij is ook gebaseerd op Sonny Crockett uit Miami Vice. Zijn opvliegende karakter is van Santino 'Sonny' Corleone.

### Ken Rosenberg
Geïntroduceerd in: De introductiefilm
Ken Rosenburg is de advocaat en een partner van Tommy Vercetti. Hij ging mee naar de deal in de haven en wist samen met Tommy aan de hinderlaag te ontsnappen, terwijl de twee bodyguards vermoord waren. Tommy krijgt de eerste opdrachten van Ken. Dan komt hij een tijdje niet voor. Als de speler de missie 'Shakedown' start komt hij weer voor. Als de speler 'The Malibu Club' koopt dan komt hij ook weer in die 4 missies voor. Als de speler de 'Print Works' klaar heeft dan belt hij in paniek naar Tommy over dat Sonny Forelli er aan komt. In de laatste missie dan zegt hij in paniek iets over een liefde voor vis, maar dat hij er niet mee wil slapen. Als de missie klaar is kruipt hij over de grond en Tommy zegt dat dit het begin is van een prachtige vriendschap is. Ken Rosenberg komt ook voor in GTA San Andreas als casinobaas
Ken Rosenberg is gebaseerd op de advocaat David Kleinfeld die gespeeld wordt door Sean Penn in de film Carlito's Way. Zijn stem is ingesproken door William Fitchner.

### Lance Vance
Geïntroduceerd in: De introductiefilm

Omgebracht in: Keep Your Friends Close
Lance Vance is helikopterpiloot en later partner van Tommy. Tommy komt hem levende lijven tegen als hij chef-kok Leo Teal heeft doodgeslagen. Lance zegt dat het slim was en Tommy bedreigt hem. Vanaf dat moment zijn ze partners. Hij komt steeds op onverwachte momenten opdagen en later werkt hij met Tommy. Op een gegeven moment wordt Lance ontvoerd als hij eigenhandig Ricardo Diaz wil vermoorden. Natuurlijk moet Tommy hem bevrijden en naar het ziekenhuis brengen. Als ze samen Diaz hebben vermoord, zijn ze bedrijfspartners. Later wordt Lance door Tommy voor schut gezet en vanaf dan vindt Lance dat Tommy hem niet eerlijk behandelt. Samen blazen ze ook een plaats in het winkelcentrum op. Als de speler de 'Print Works' koopt dan komt Lance in de tweede missie voor. In de laatste missie verraadt Lance Tommy door de kant van Sonny Forelli te kiezen, en vindt uiteindelijk de dood nadat Tommy Vercetti hem op het dak van de Vercetti Estate vermoordt. Lance komt ook voor in GTA Vice City Stories als kleine broer van de hoofdrolspeler.
De stem van Lance Vance is ingesproken door Miami Vice-ster Philip Michael Thomas. Lance vertoont overeenkomsten met Ricardo Tubbs die door Philip Michael Thomas gespeeld werd. Daarnaast lijkt Lance wat gebaseerd te zijn op het personage Manny Ribera uit de gangsterfilm Scarface van regisseur Brian De Palma uit 1983.

### Colonel Juan Garcia Cortez
Geïntroduceerd in: The Party
Colonel Juan Garcia Cortez is een gepensioneerde kolonel van de marine en is een contact van Ken Rosenberg. Hij is degene die de deal maakte, maar hij is niet verantwoordelijk voor de hinderlaag. Tommy ontmoet hem op zijn boot tijdens een feestje waar Ken niet naartoe ging. Cortez is naar Vice City gevlucht na vijf mislukte staatsgrepen. Cortez geeft Tommy een paar opdrachten, zoals Cortez' vroegere partner Gonzalez vermoorden, een paar computerchips stelen en een tank stelen. Cortez heeft ook een dochter genaamd Mercedes die een oogje heeft op Tommy. Als Cortez bedreigd wordt door de Fransen moet Tommy hem helpen Vice City uit te komen. Dat lukt en hij geeft een speedboot. Hij vraagt ook of hij op zijn dochter kan letten. Cortez' stem is ingesproken door acteur Robert Davi.

### Mercedes Cortez
Geïntroduceerd in: The Party
Mercedes Cortez is de enige dochter van Colonel Cortez. Ze heeft vanaf de eerste ontmoeting een oogje op Tommy Vercetti, maar een echte liefde komt niet naar voren in het verhaal. Als haar vader vertrekt naar zijn moederland, blijft Mercedes achter in Vice City. Later werkt ze mee aan pornofilms onder leiding van Tommy.

### Ricardo Diaz
Geïntroduceerd in: The Party

Omgebracht in: Rub Out
Ricardo Diaz is de 'coke baron' van Vice City. Diaz woont in de grote villa op Starfish Island. Hij regelt alle drugsdeals en veel andere criminele activiteiten.
In Grand theft auto Vice City wordt tijdens een drugsdeal (introductiefilm) in de haven van Viceport Victor Vance met nog een aantal Forelli's doodgeschoten. Diaz blijkt degene te zijn die de hinderlaag heeft opgezet. Tommy en Lance knappen een aantal klusjes voor hem op. Op een gegeven moment probeert Lance hem terug te pakken, maar dat mislukt en Diaz sluit Lance op om hem te laten vermoorden. Tommy bevrijdt Lance en samen maken ze Diaz onschadelijk, waarna Tommy de zaken in handen krijgt.